# Hard Rock Bottom
Hard Rock Bottom – siódmy studyjny album punkrockowego zespołu No Use for a Name. Wydany został 18 czerwca 2002 roku. Jest to pierwszy krążek tej kapeli, który zagościł na listach przebojów.

## Lista utworów
1. "Feels Like Home" – 1:04
2. "International You Day" – 2:52
3. "Pre-Medicated Murder" – 1:58
4. "Dumb Reminders" – 2:49
5. "Any Number Can Play" – 2:38
6. "Friends of the Enemy" – 3:27
7. "Angela" – 2:45
8. "Let Me Down" – 2:58
9. "This Is a Rebel Song" – 2:24
10. "Solitaire" – 2:46
11. "Undefeated" – 2:54
12. "Insecurity Alert" – 3:11
13. "Nailed Shut" – 2:41

## Skład zespołu
Tony Sly - wokal, gitara

Dave Nassie - gitara

Matt Riddle - bas, wokal

Rory Koff - perkusja

Jennifer Walker - wiolonczela (gościnnie)

Karina Denike - wokal (gościnnie)

## Pozostały personel
Eddy Schreyer - mastering

Kate Powers - fotografie

Adam Krammer - asystent inżyniera

Ryan Greene - produkcja, inżynier

## Listy przebojów
Album Hard Rock Bottom
| Rok  | Zestawienie            | Pozycja |
| ---- | ---------------------- | ------- |
| 2002 | Top Independent Albums | 24      |
| 2002 | Heatseekers            | 27      |